# 제천 덕주사 마애여래입상
제천 덕주사 마애여래입상(堤川 德周寺 磨崖如來立像) 은 충청북도 제천시 한수면 월악산 꼭대기 아래에 있는 높이 13m의 고려 시대 마애불로 대한민국의 보물 제406호다. 덕주사(德周寺) 법당지(法堂址) 동쪽 바위에 조각되어 있다.
덕주사(德周寺)는 신라의 마지막 왕인 경순왕의 아들 덕지(德摯)왕자(또는 덕주 공주)가 형 마의태자(麻衣太子)와 함께 나라가 망함을 슬퍼해 개골산(皆骨山)으로 은거하러 가던 도중 마애불이 있는 이곳에 머물러 절을 세우고, 금강산으로 떠난 형 마의태자를 그리며 여생을 보냈다는 전설이 전한다.
6·25전쟁 때 불타고 지금은 절터만 남아 있다. 이 마애불이 새겨진 바위 면에는 건물을 세운 구멍들이 있어 목조전실(木造前室)이 있었던 것으로 짐작된다.
얼굴은 길고 풍만하며, 기다란 눈과 큼직한 코, 늘어진 턱은 살찐 얼굴을 강조하고 있다. 산 아래 미륵사지의 석불입상과 마주보고 있다.
1964년 9월 3일 대한민국의 보물 제406호 덕주사마애불(德周寺磨崖佛)로 지정되었다가, 2010년 8월 25일 현재의 명칭으로 변경되었다.

## 개요
신라 마지막 왕인 경순왕의 둘째 아들 덕지(德摯) 왕자(또는 덕주 공주)가 세운 절이라고 전해지는 월악산 덕주사(德周寺)의 동쪽 암벽에 새겨진 불상이다. 거대한 화강암벽의 남쪽면에 조각한 불상은 전체 높이가 13m나 되는데, 얼굴 부분은 도드라지게 튀어나오게 조각하였고 신체는 선으로만 새겼다.
민머리 위에는 반원형의 큼직한 머리(육계)가 솟아 있으며, 살찐 얼굴에는 눈·코·턱 등이 강조되어 있다. 이와 같이 얼굴을 과장되게 표현하는 것은 고려시대의 거대한 불상에서 흔히 볼 수 있는 수법이다. 목에 있어야 할 3줄의 삼도(三道)는 가슴 위에 선으로 조각하였다. 선으로 조각한 살찐 신체는 인체의 조형적 특징이 무시되었다. 양 어깨를 감싸고 입은 옷은 축 늘어져 힘이 없으며 선으로 된 옷주름 역시 생동감이 떨어진다. 오른손은 가슴까지 들어 엄지와 가운데 손가락을 맞대었고, 왼손은 손등을 보이고 있다. 좌우로 벌린 발은 지나치게 크고 발가락도 굵고 길게 표현되었으며 양 발 아래에는 연꽃잎을 새겨 대좌(臺座)로 삼았다.
고려 초기의 거대한 불상 조성 추세에 힘입어 만든 것으로, 살찐 얼굴과 하체로 내려갈수록 간략해진 조형수법과 입체감이 거의 없는 평면적인 신체 등이 특징이다.

## 현지 안내문

### 국문 설명
제천 덕주사 마애여래입상
堤川 德周寺 磨崖如來立像
보물 제406호
마애여래(磨崖如來)는 바위 절벽에 새긴 부처라는 뜻이다. 제천 덕주사 마애여래입상은 높이가 13m에 달하는 거대한 화강암 바위 절벽에 조각된 불상이다. 지방 세력이 강했던 고려 시대 초기에는 이같이 거대한 불상을 많이 만들었다. 통통한 얼굴에는 눈, 코, 입, 턱 등을 과장해서 표현했으나, 얼굴 아랫부분은 선으로만 간략하게 새긴 것이 특징이다. 불상의 머리에는 육계*가 솟아 있는데, 머리 부분의 양쪽 옆 바위에 네모 모양의 구멍들이 남아 있어 원래는 그 자리에 나무로 만들어진 구조물이 있었을 것으로 추측된다.
- 육계(肉髻): 본래 인도 사람들이 머리카락을 올려 묶던 상투에서 유래했으며, 부처의 크고 높은 지혜를 상징한다.

### 영문 설명
Rock-carved Standing Buddha of Deokjusa Temple, Jecheon
Treasure No. 406
This rock-carved buddha is presumed to have been made around the 11th century during the early period of the Goryeo dynasty (918-1392).
While the body of the buddha is depicted quite gently, his facial features are emphasized with vivid lines, which is typical of the rock-carved depictions of buddhas from early Goryeo. To each side above the buddha’s head, there are square-shaped holes carved in the rock, suggesting that there once was a wooden structure installed to protecting the buddha.
The buddha measures 13 m in height.
It is said that Princess Deokju, the daughter of the last ruler of the Silla kingdom, which fell to Goryeo in 935, founded this temple to express her sorrow about the kingdom’s end.

## 갤러리

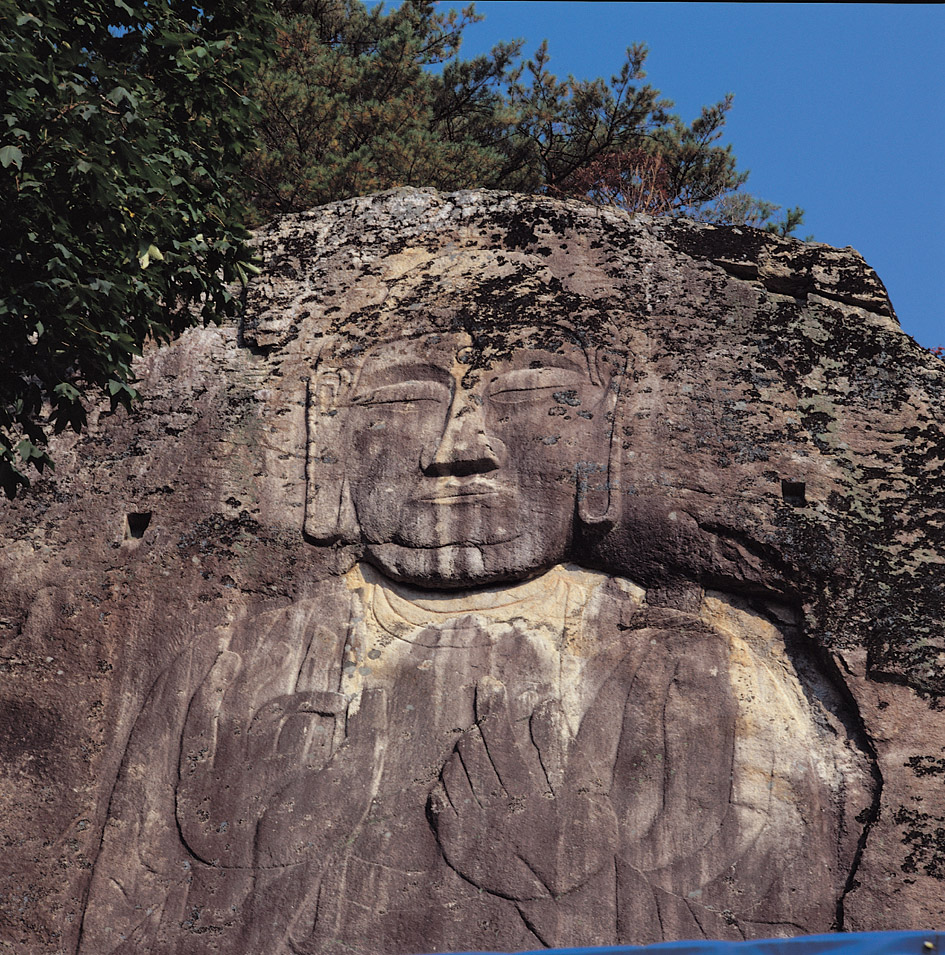
마애불의 얼굴과 손 모습
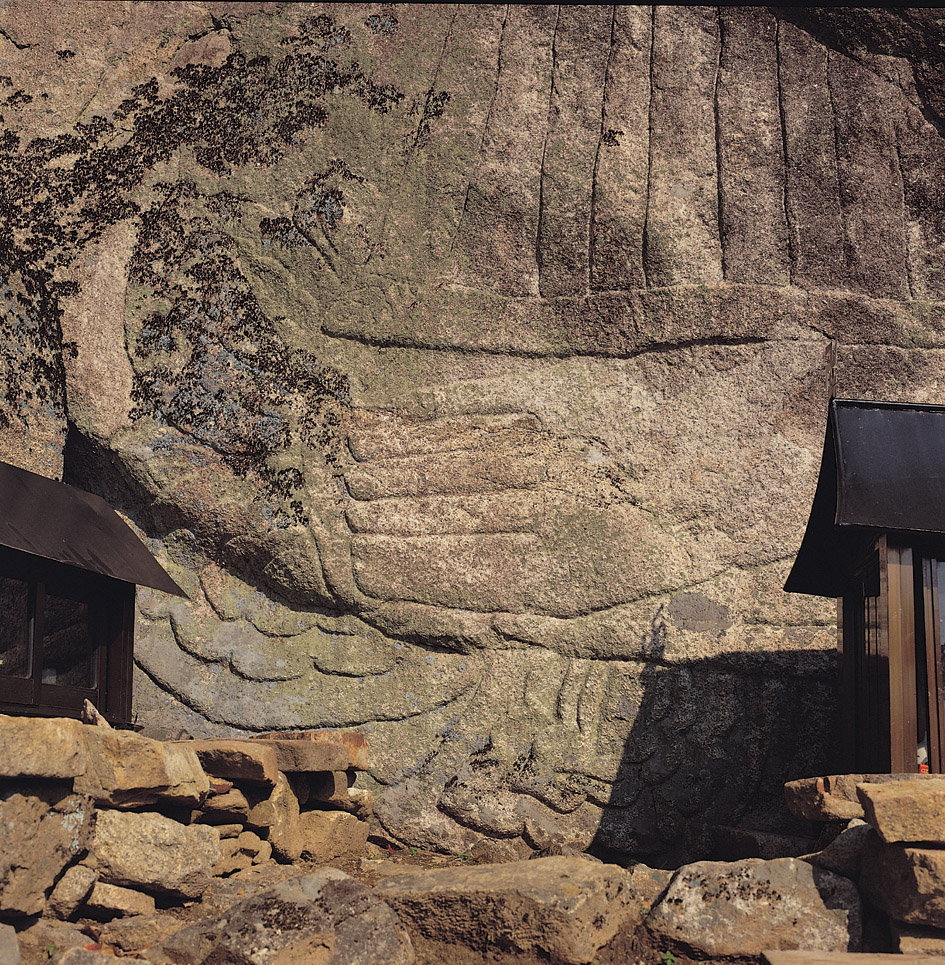
마애불의 오른 발 및 연화대좌 부분
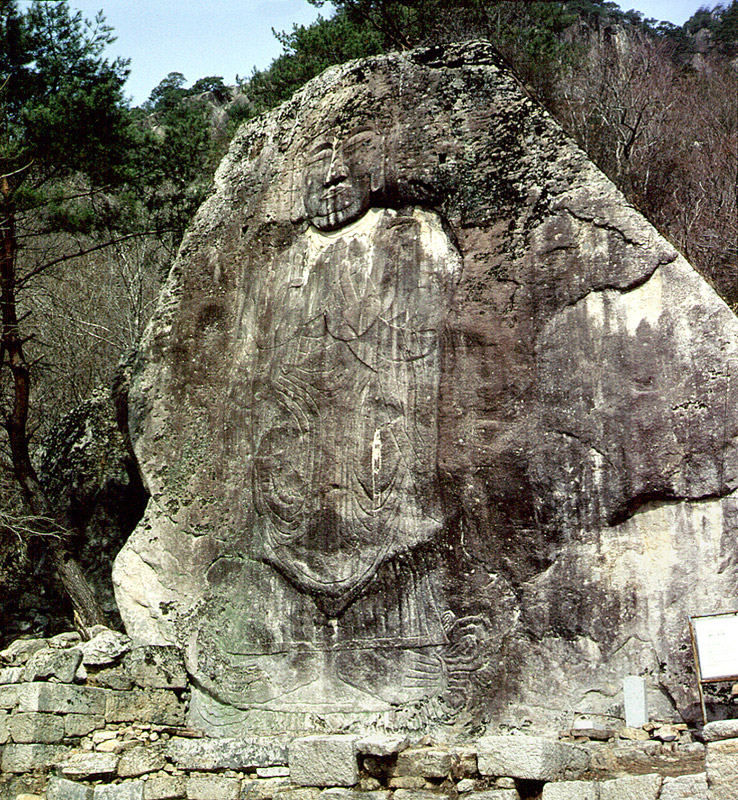
제천 덕주사 마애여래입상
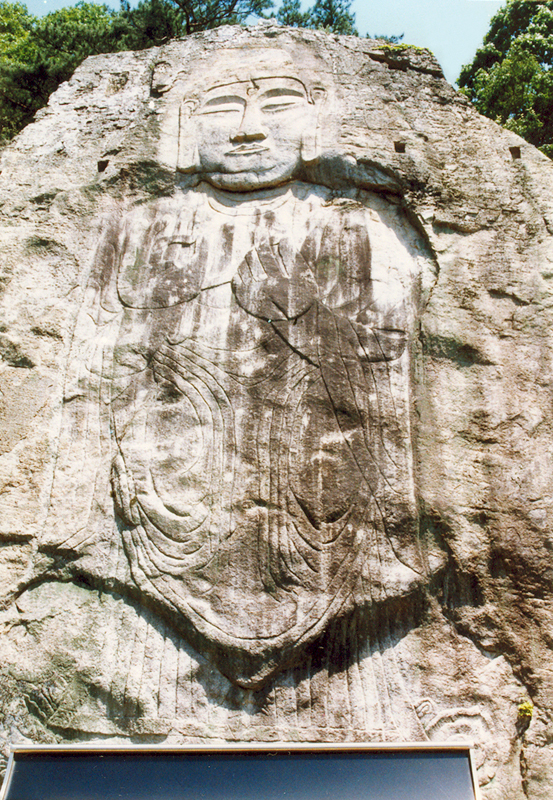
제천 덕주사 마애여래입상

## 같이 보기
- 덕주사(德周寺)
- 김덕지
- 마의태자

## 참고 자료
- 제천 덕주사 마애여래입상 - 국가유산청 국가유산포털
- 이 문서에는 다음커뮤니케이션(현 카카오)에서 GFDL 또는 CC-SA 라이선스로 배포한 글로벌 세계대백과사전의 내용을 기초로 작성된 글이 포함되어 있습니다.